# Ordoubad
 (décembre 2023).
Si vous disposez d'ouvrages ou d'articles de référence ou si vous connaissez des sites web de qualité traitant du thème abordé ici, merci de compléter l'article en donnant les références utiles à sa vérifiabilité et en les liant à la section « Notes et références ».
Ordoubad est une ville et municipalité de la République autonome de Nakhitchevan en Azerbaïdjan. C'est la capitale du raïon d'Ordoubad.

## Histoire
Ordoubad était autrefois une étape régionale importante sur la route de la soie.

## Personnalités liées à la ville
Personnalités nées à Ordoubad :
- Taghi Sidgui (1854-1903), écrivain et journaliste ;
- Mammad Said Ordubadi (1872-1950), journaliste et écrivain ;
- Ibrahim Abilov (1881-1923), personnalité politique ;
- Yusif Mammadaliyev (1905-1961), chimiste.